# Pyrrhosoma
Pyrrhosoma är ett släkte i insektsordningen trollsländor som tillhör familjen sommarflicksländor. Släktets indelning i arter är något oklar, men i Europa räknar man oftast med att det förutom Pyrrhosoma nymphula förekommer ytterligare två arter, Pyrrhosoma elisabethae och Pyrrhosoma tinctipenne. Enligt en alternativ systematik är P. elisabethae en underart till P. nymphula och benämns då P. nymphula elisabethae.

## Arter
- Pyrrhosoma elisabethae
- Pyrrhosoma nymphula
- Pyrrhosoma tinctipennis